# Казали
Казали (на казахски: Қазалы; на руски: Казалинск) е град в Казахстан, Къзълординска област. Административен център на Казалински район. Според Комисия по статистика на Министерството на националната икономика на Република Казахстан градът през 2015 г. има 6869 жители.

## Икономика
Център за хранителната промишленост.

## История
Градът е основан през 1853 г. и получава градски права през 1867 г.

## Личности

### Родени в града
- Роза Багланова (1922 – 2011) – казахска певица
- Марина Волнова (1989) – казахска боксьорка
- Александър Дутов (1879 – 1921) – казахски генерал
- Мадина Ералиева (1954 – 2000) – казахска певица